# Буксбаумия
Буксба́умия (лат. Buxbaúmia) — род мелких однолетних или многолетних мхов.
Ранее этот род обычно рассматривали как единственный в семействе Буксбаумиевые (Buxbaumiaceae) порядка Буксбаумиевые (Buxbaumiales) подкласса Буксбаумиевые (Buxbaumiidae), однако, согласно современным представлениям, в состав семейства Буксбаумиевые входят ещё четыре рода.

## Название
Род назван в честь Иоганна Христиана Буксбаума (1693—1730), немецкого ботаника на российской службе, исследователя Юго-Восточной Европы, Малой Азии и Кавказа, первого профессора ботаники и натуральной истории в Санкт-Петербургской Академии наук.

## Описание
Стебель у представителей рода чрезвычайно укорочен, плодовая ножка толстая, бурая, коробочка бурая, несимметрическая.
В России известны три вида, наиболее распространённый из которых — Буксбаумия безлистная (Buxbaumia aphylla Hedw.).

## Виды
По данным базы данных The Plant List, род состоит из 12 видов:
- Buxbaumia aphylla Hedw., 1801 typus — Буксбаумия безлистная, или Буксбаумия обыкновенная
- Buxbaumia colyerae Burges, 1932
- Buxbaumia himalayensis Udar, S.C. Srivast. et D. Kumar, 1971 — Буксбаумия гималайская
- Buxbaumia javanica Müll. Hal., 1848 — Буксбаумия яваника
- Buxbaumia minakatae S. Okamura, 1911 — Буксбаумия Минакаты
- Buxbaumia novae-zelandiae Dixon, 1929 — Буксбаумия новозеландская
- Buxbaumia piperi Best, 1893 — Буксбаумия пипери
- Buxbaumia punctata P.C. Chen et X.J. Li, 1964 — Буксбаумия точечная
- Buxbaumia symmetrica P.C. Chen et X.J. Li, 1964 — Буксбаумия симметричная
- Buxbaumia tasmanica Mitt., 1859
- Buxbaumia thorsborneae I.G. Stone, 1983
- Buxbaumia viridis (DC.) Moug. et Nestl., 1823 — Буксбаумия зелёная

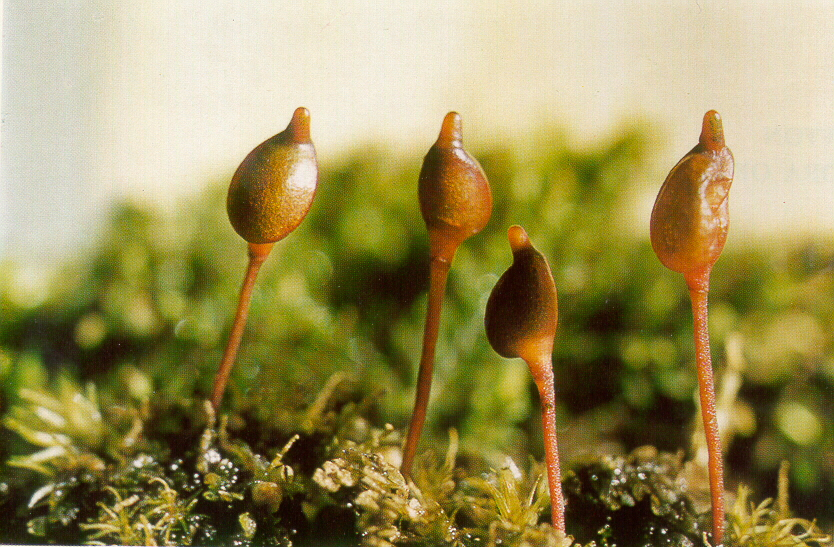
Буксбаумия безлистная
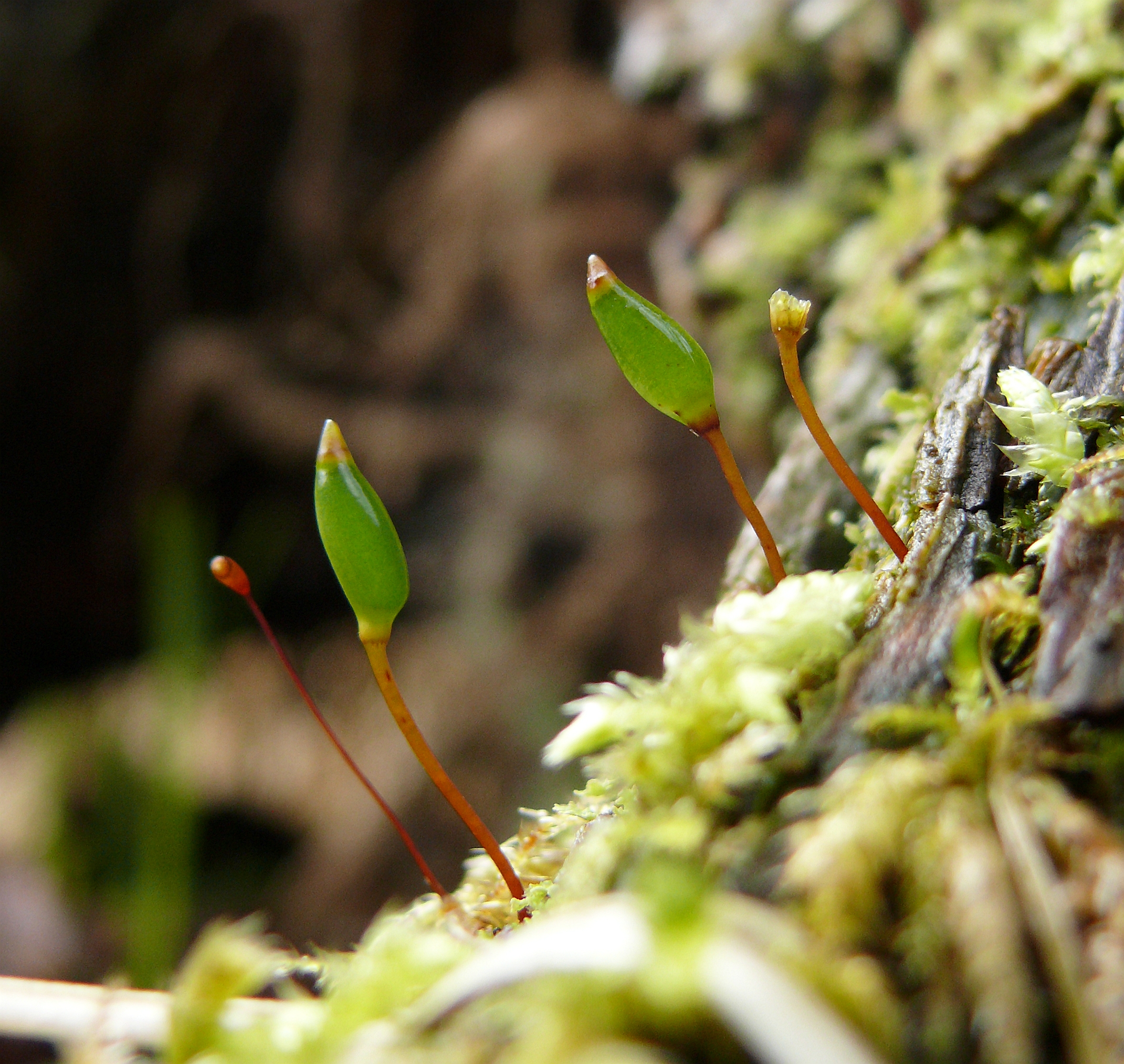
Буксбаумия зелёная